# Calendrier persan
 (avril 2025).
La mise en forme du texte ne suit pas les recommandations de Wikipédia : il faut le « wikifier ».
Les points d'amélioration suivants sont les cas les plus fréquents. Le détail des points à revoir est peut-être précisé sur la page de discussion.
- Les titres sont pré-formatés par le logiciel. Ils ne sont ni en capitales, ni en gras.
- Le texte ne doit pas être écrit en capitales (les noms de famille non plus), ni en gras, ni en italique, ni en « petit »…
- Le gras n'est utilisé que pour surligner le titre de l'article dans l'introduction, une seule fois.
- L'italique est rarement utilisé : mots en langue étrangère, titres d'œuvres, noms de bateaux, etc.
- Les citations ne sont pas en italique mais en corps de texte normal. Elles sont entourées par des guillemets français : « et ».
- Les listes à puces sont à éviter, des paragraphes rédigés étant largement préférés. Les tableaux sont à réserver à la présentation de données structurées (résultats, etc.).
- Les appels de note de bas de page (petits chiffres en exposant, introduits par l'outil «  Source ») sont à placer entre la fin de phrase et le point final[comme ça].
- Les liens internes (vers d'autres articles de Wikipédia) sont à choisir avec parcimonie. Créez des liens vers des articles approfondissant le sujet. Les termes génériques sans rapport avec le sujet sont à éviter, ainsi que les répétitions de liens vers un même terme.
- Les liens externes sont à placer uniquement dans une section « Liens externes », à la fin de l'article. Ces liens sont à choisir avec parcimonie suivant les règles définies. Si un lien sert de source à l'article, son insertion dans le texte est à faire par les notes de bas de page.
- La présentation des références doit suivre les conventions bibliographiques. Il est recommandé d'utiliser les modèles {{Ouvrage}}, {{Chapitre}}, {{Article}}, {{Lien web}} et/ou {{Bibliographie}}. Le mode d'édition visuel peut mettre en forme automatiquement les références.
- Insérer une infobox (cadre d'informations à droite) n'est pas obligatoire pour parachever la mise en page.

Pour une aide détaillée, merci de consulter Aide:Wikification.
Si vous pensez que ces points ont été résolus, vous pouvez retirer ce bandeau et améliorer la mise en forme d'un autre article.
 (avril 2025).
Le calendrier persan, aussi appelé calendrier Jalali ou encore calendrier iranien, est un calendrier solaire en usage notamment en Iran et en Afghanistan.
Il descend des calendriers zoroastriens de la Perse pré-islamique. Son système d’alternance des années communes et des années bissextiles le rend plus précis que le calendrier grégorien. Sa désignation abrégée est SH, sigle de  Shamsi Hijri.
Par exemple, le 2 avril 2025, nous étions le 13 Farvardin 1404 dans le calendrier persan.

## Structure du calendrier
L’année compte 365 ou 366 jours et est composée de douze mois :
- Les six premiers comptent 31 jours,
- les cinq suivants 30 jours,
- le dernier mois 29 ou 30 jours.

Les années sont comptées à partir de l’hégire, soit l'an 622 du calendrier julien ; cependant, la date du 16 juillet, traditionnellement retenue pour l’hégire, est remplacée par celle de l’équinoxe de printemps. Ainsi le 1er farvardin de l’an 1 correspond au 18 mars 622 du calendrier julien, l'équinoxe de printemps ayant eu lieu la veille à 8 h 56 UTC, soit à 12 h 21, heure locale de Téhéran.

### Années bissextiles
Le système d’années bissextiles est plus complexe mais aussi beaucoup plus précis que le système grégorien[réf. nécessaire]. Il aurait été mis en place par Omar Khayyam au XIe siècle.
Il y a un cycle de 2 820 années dont 683 sont bissextiles. La durée moyenne de l’année dans un tel cycle est de (2137×365 + 683×366) / 2820 = 365,242 198 581 56 jours (contre 365,242 5 jours dans le calendrier grégorien) ce qui est presque égal à l’année tropique moyenne, c’est-à-dire la période de révolution de la Terre autour du Soleil, qui dure 365,242 190 516 2 jours.
Ceci est précisément la valeur de l'année tropique pour l'an 2000, mais, au début du XIe siècle, en l'an 1000, elle était un peu plus élevée, précisément de 365,242 251 748 4 jours.
- l'année tropique – du fait de la lente accélération actuelle de la précession des équinoxes (50,293 "/siècle en 2021 contre 50,288 "/siècle en 2000 et 50,266 "/siècle en 1900) – décroît lentement, actuellement de quelque 0,53 seconde par siècle, soit de 0,000 006 jour par siècle ;
- la valeur moyenne ci-dessus pour un cycle de 2 820 ans correspondrait à la valeur de l'année tropique tout à la fin du XIXe siècle ;
- la dernière valeur maximale de la durée de l'année tropique a été en −7502 de 365,242 569 738 1 jours, soit 365 jours 5 heures 49 minutes et 18 secondes, et la prochaine valeur minimale sera en l'an 10365 de 365,241 840 389 8 jours, soit 365 jours 5 heures 48 minutes et 15 secondes ;
- la valeur moyenne pour toute cette période est de ~365,242 2 jours, soit 365 jours 5 heures 48 minutes et 46 secondes (soit la valeur de l'année tropique vers la fin de l'année 1845 que l'on retient en général) ;

En comparant cette valeur moyenne avec l'année grégorienne de 365,242 5 jours, soit 365 jours 5 heures 49 minutes et 12 secondes, l'écart est de 26 secondes. Pour une durée de 10 000 ans, il serait de 260 000 secondes, ou 72 heures, soit 3 jours de retard du calendrier grégorien sur l'année tropique.
Il y a une remédiation possible : en plus des années séculaires non divisibles par 400, qui, bien que divisibles par 4, restent non bissextiles selon la très simple règle grégorienne, il faudrait donc, d'une manière ou d'une autre, supprimer encore 3 autres années bissextiles qui seront à répartir sur cette durée de 10 000 ans, par exemple, en supprimant les années millénaires non divisibles par 4 000.
L'écart, avec l'année d'Omar Khayyam, serait de seulement de 20 minutes d'avance pour une durée de 10 000 ans.
L'année julienne de 365,25 jours, soit 365 jours et 6 heures, accumulerait, elle, un retard de 78 jours (tous ces calculs sont faits ici en temps des éphémérides, donc en jour solaire moyen de 1900 ; ils seraient différents en jours solaires moyens).
Toutefois il faut relativiser toutes ces comparaisons, car ce n'est pas l'année tropique qui doit être prise comme référence. La définition de l'année tropique est la durée nécessaire à ce que la longitude écliptique moyenne du Soleil, λ, croisse de 360°. Pour juger de l'exactitude d'un calendrier – qui a pour but de garder les saisons à leur place et d'éviter leur glissement dans l'année, et en particulier de garder l'équinoxe de printemps autour du 20 mars –, il faut considérer la durée écoulée entre deux passages du Soleil au point vernal, soit à l'équinoxe de printemps, ce qui correspond à l'année de saison d'équinoxe à équinoxe de printemps, ou année vernale. Du fait de l'ellipticité de l'orbite terrestre, la Terre se meut plus vite au périhélie qu'à l'aphélie et donc les quatre saisons n'ont pas des durées égales, ni constantes, car la lente rotation de l'orbite terrestre elliptique elle-même (de 61,9" par an comme écart annuel global, dont 50,3" dues à la précession annuelle, rétrograde, et 11,6" dues à la rotation propre du grand-axe dans le sens direct) fait que l'année vernale (365,242 374 8 jours, soit 365 jours 5 heures, 49 minutes et 1,2 seconde, soit ~15 secondes de plus que l'année tropique moyenne et ~11 secondes de moins que l'année grégorienne) est actuellement quasiment à mi-chemin entre la valeur actuelle de l'année tropique, soit l'année tropique moyenne, et l'année grégorienne, et va croissant, s'approchant actuellement, lentement mais sûrement, de la durée de l'année grégorienne. Ce sera en l'an 3600 qu'elles vont coïncider avec 365,242 5 jours, puis l'année grégorienne sera même légèrement dépassée jusqu'à l'an 5700 où l'année vernale, devenue décroissante vers 4650, redeviendra inférieure.
Le calendrier persan cumulerait donc un décalage d’un jour (avec la durée de l'année tropique de l'an 2000) au terme d’une période de : 1 / (365,242 198 581 56 - 365,242 190 516 2) = 1 / 0,000 008 065 36 = 123 987 ans. 
Chaque cycle de 2 820 ans se décompose ainsi :
| 2 820 ans | 21 × 128 ans | 1 × 29 ans | années bissextiles : no 5, 9, 13, 17, 21, 25 et 29.                                   |
| 2 820 ans | 21 × 128 ans | 3 × 33 ans | années bissextiles : no 5, 9, 13, 17, 21, 25, 29 et 33 (pour chacune des 3 périodes). |
| 2 820 ans | 1 × 132 ans  | 1 × 29 ans | années bissextiles : no 5, 9, 13, 17, 21, 25 et 29.                                   |
| 2 820 ans | 1 × 132 ans  | 2 × 33 ans | années bissextiles : no 5, 9, 13, 17, 21, 25, 29 et 33 (pour chacune des 2 périodes). |
| 2 820 ans | 1 × 132 ans  | 1 × 37 ans | années bissextiles : no 5, 9, 13, 17, 21, 25, 29, 33 et 37.                           |

Les années sont numérotées à l’intérieur de chaque période de 29, 33 ou 37 ans. Dans chacune des périodes, la première année à être bissextile est la cinquième, puis tous les 4 ans. Mathématiquement, en numérotant à partir de 1 dans une période, une année n est bissextile si n > 1 et n mod 4 = 1

### Les mois
Les 12 mois sont en décalage par rapport au calendrier grégorien. L’année commence à l’équinoxe de printemps, ce qui correspond en général au 21 mars ; les mois sont donc à peu près calés sur le découpage zodiacal de l’année.
Les mois prennent d’ailleurs le nom arabe des signes du zodiaque en Afghanistan, tandis qu’en Iran ils ont des noms dérivés de concepts zoroastriens. 

On donne ci-dessous les noms iraniens ; les dates peuvent varier légèrement en fonction de la date effective de l’équinoxe de printemps.
| Période            | Durée          | Nom                               | Signification                      |
| 21 mars - 20 avril | 31 jours       | Farvardin [færværdin] فروردین     | Gloire de la conscience religieuse |
| 21 avril - 21 mai  | 31 jours       | Ordibehešt [ordiːbeheʃt] اردیبهشت | Vertu suprême                      |
| 22 mai - 21 juin   | 31 jours       | Khordâd [xordɒːd]                 | Santé, plénitude                   |
| 22 juin - 22 juil. | 31 jours       | Tir [tiːr] تیر                    | Prompt, vif                        |
| 23 juil. - 22 août | 31 jours       | Mordâd [mordɒːd] مرداد            | [Im]mortalité*                     |
| 23 août - 22 sept. | 31 jours       | Šahrivar [ʃæhriːvær] شهریور       | Territoire enviable                |
| 23 sept. - 22 oct. | 30 jours       | Mehr [mehr] مهر                   | Bonté, loyauté, amour              |
| 23 oct. - 21 nov.  | 30 jours       | Âbân [ɒːbɒn] آبان                 | Eau                                |
| 22 nov. - 21 déc.  | 30 jours       | Âzar [ɒːzær] آذر                  | Feu                                |
| 22 déc. - 20 janv. | 30 jours       | Dey [dej] دی                      | Créateur                           |
| 21 janv. - 19 fév. | 30 jours       | Bahman [bæhmæn] بهمن              | Bonne intention                    |
| 20 fév. - 20 mars  | 29 ou 30 jours | Esfand [esfænd] اسفند             | Sainte dévotion                    |

### Les jours de la semaine
| N° | Jour     | transcription | En persan |
| -- | -------- | ------------- | --------- |
| 1  | Samedi   | shambé        | شنبه      |
| 2  | Dimanche | yekshambé     | یک‌شنبه    |
| 3  | Lundi    | doshambé      | دوشنبه    |
| 4  | Mardi    | séshambé      | سه‌شنبه    |
| 5  | Mercredi | tchaharshambé | چهارشنبه  |
| 6  | Jeudi    | pandjshambé   | پنج‌شنبه   |
| 7  | Vendredi | djom'é        | جمعه      |

## Histoire
De nombreuses civilisations indo-chinoises ont fondé leurs calendriers à la fois sur le cycle annuel du Soleil et sur le cycle régulier des phases de la Lune. Les cosmologues perses, les astronomes et les astrologues créèrent en leur temps des observatoires, et suivirent quotidiennement les légers changements de luminosité solaire.
À l’époque pré-islamique, un calendrier solaire de 365 jours était déjà en vigueur en Perse. L’année comptait 12 mois de 30 jours chacun ainsi que 5 jours additionnels. Ces 5 jours étaient à l’origine insérés entre le 8e et le 9e mois ; à compter de l’an mille environ, ils furent déplacés à la fin de l’année.
À cause du décalage de 0,2422 jours par rapport à l’année tropique, le début de l’année reculait d’un jour tous les 4 ans. Les califes arabes al-Mutawakkil (847-861) et al-Mu'tadid (892-902) proposèrent respectivement de décaler d’un coup le nouvel an de 57 et 60 jours, mais aucune de ces réformes ne semble avoir été respectée.
En 1079, Djalal ad-Din Malik Shah des Seljuq refixa le nouvel an à l’équinoxe de printemps. Avant que le système des années bissextiles ne se fixe, Omar Khayyam (mathématicien, astronome et poète) avait déjà proposé un cycle de 33 ans contenant 8 années bissextiles ce qui portait la durée moyenne de l’année à 365,2424 jours, précision déjà supérieure à celle du calendrier grégorien.
C’est en 1925 que le calendrier dans sa forme actuelle devint officiel en Iran, en 1957 en Afghanistan. Ce calendrier est aussi en usage dans les régions voisines, notamment dans les parties kurdes de la Mésopotamie.
En Iran, le passage à la nouvelle année est décrété par l’Institut de géophysique de Téhéran : si, le jour de l’équinoxe de printemps, le passage du Soleil à l’équateur, d’un point de vue géocentrique, se produit avant midi, heure de Téhéran, c’est le jour de l’an, sinon le jour de l’an a lieu le lendemain.
Les signes astrologiques (lion, cancer, balance...) sont aussi en coordination avec le début de chaque mois iranien : par exemple, le signe lion débute le 23 juillet et prend fin le 22 août, ce qui est en parfaite coordination avec le mois de « mordad ».